# Климково (Кишертский район)
Климково — упразднённая деревня в Кишертском районе Пермского края, входившая в состав Посадское сельского поселения. Исключена из учётных данных 24 марта 1987 года.

## География
Располагалась в 3 км на северо-запад от центра муниципального образования Посад, по правому берегу реки Сылва, расстояние до районного центра села Кишерть по автодороге — 11 км. Ближайшие населённые пункты — Шастино, Подпавлиново, Анисимово.